# チモシン

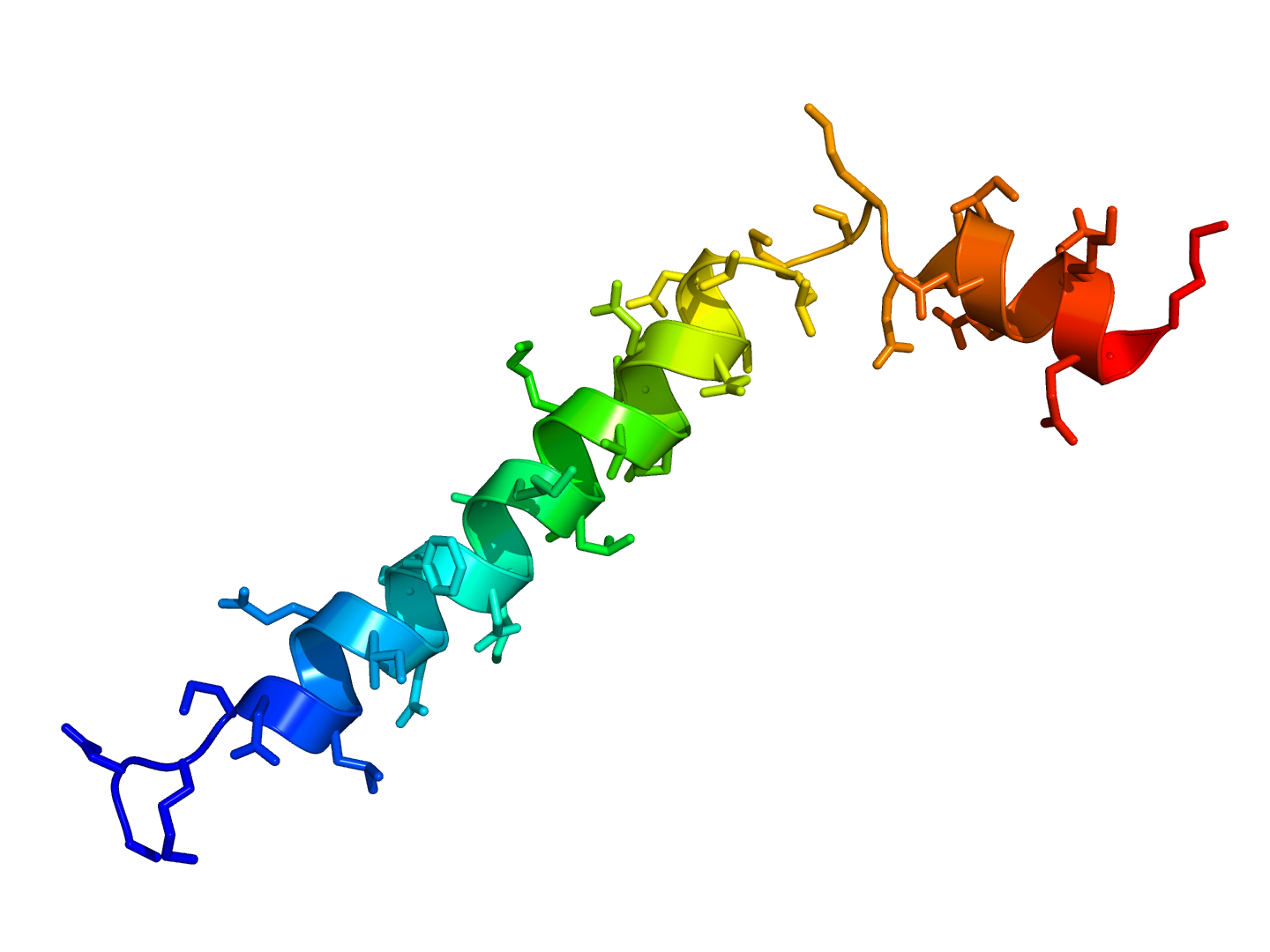
PDB 1HJ0に基づくウシのβ9-チモシンポリペプチドのNMR構造

チモシン（Thymosin）は、多くの動物組織に存在する小さなタンパク質である。元々は胸腺から単離されたことからチモシンと名付けられたが、現在ではその殆どが他の多くの組織に存在することが知られている。チモシンには多様な生物活性があり、特にα1とβ4という2つのチモシンは、医療において重要な役割を果たす可能性があり、その幾つかは既に実験室から臨床へと進んでいる。病気との関連では、チモシンは生体応答修飾因子に分類されている。

## 発見の経緯
1960年代半ばにチモシンが発見されたのは、脊椎動物の免疫系の発達における胸腺の役割の研究からであった。ニューヨークのアルバート・アインシュタイン医科大学のエイブラハム・ホワイト研究室のアラン・L・ゴールドスタインが始めたこの研究は、ガルベストンのテキサス大学医学部とワシントンD.C.のジョージ・ワシントン大学医学部・健康科学部でも続けられた。胸腺の役割にはホルモンのようなメカニズムが関与しているのではないかという仮説に基づき、胸腺組織から生物学的に活性のある成分が分離された。この成分は「チモシンフラクション5」と呼ばれ、胸腺を持たない動物の免疫機能の一部を回復させる事が出来た。フラクション5には40種類以上の小さなペプチド（分子量1,000～15,000Da）が含まれている事が判明した。これらのペプチドは「チモシン」と名付けられ、電気泳動での挙動からα、β、γチモシンに分類された。これらはフラクション5に一緒に存在していたが、現在では構造的にも遺伝子的にも無関係である事が知られている。チモシンβ1は、ユビキチン（C末端のグリシン残基2個で切断）である事が判った。
フラクション5から個々のチモシンを分離して特性を調べた処、それらは非常に多様で重要な生物学的特性を持っている事が明らかになった。しかし、それらは胸腺に限定して発生している訳ではなく、幾つかは多くの異なる組織に広く分布しているという点で、真の胸腺ホルモンではない。

## スポーツにおけるドーピング
チモシンβ4は、オーストラリアのサッカーの試合で一部の選手が使用したとされており、オーストラリアスポーツアンチドーピング機構によるアンチドーピング違反の調査が行われている。

## 脱毛症治療薬としてのチモシン
毛髪の成長過程には、血管新生や創傷治癒に共通する多くの細胞・分子メカニズムが利用されている。Philpらは、チモシンβ4（Tβ4）の創傷治癒への影響を研究している際に、創傷の縁で体毛が急速に成長する事を偶然発見した。その後、彼らはTβ4が健康なマウスの背側の皮膚上で急速な体毛の成長を誘導することを明らかにした。

## 参考資料
Notes
1. ↑  第2版, 化学辞典. “チモシン α1とは”. コトバンク. 2021年9月27日閲覧。
2. ↑  Hannappel, E; Huff, T (2003). “The thymosins. Prothymosin alpha, parathymosin, and beta-thymosins: structure and function.”. Vitamins and hormones 66:  257–96. PMID 12852257.
3. ↑  Low, TL; Goldstein, AL (1984). “Thymosins: structure, function and therapeutic applications.”. Thymus 6 (1-2):  27–42. PMID 6087503.
4. 1 2  Goldstein AL (September 2007). “History of the discovery of the thymosins”. Ann. N. Y. Acad. Sci. 1112:  1–13. doi:10.1196/annals.1415.045. PMID 17600284.
5. 1 2  Hannappel E (September 2007). “beta-Thymosins”. Ann. N. Y. Acad. Sci. 1112:  21–37. doi:10.1196/annals.1415.018. PMID 17468232.
6. ↑  Garaci E (September 2007). “Thymosin alpha1: a historical overview”. Ann. N. Y. Acad. Sci. 1112:  14–20. doi:10.1196/annals.1415.039. PMID 17567941.
7. ↑  Ho, EN; Kwok, WH; Lau, MY; Wong, AS; Wan, TS; Lam, KK; Schiff, PJ; Stewart, BD (23 November 2012). “Doping control analysis of TB-500, a synthetic version of an active region of thymosin β₄, in equine urine and plasma by liquid chromatography-mass spectrometry.”. Journal of Chromatography A 1265:  57–69. doi:10.1016/j.chroma.2012.09.043. PMID 23084823.
8. ↑  Koh, Benjamin (2013年3月7日). “Cronulla Sharks and thymosin beta-4 … is it doping?”. The Conversation 2024年8月5日閲覧。
9. ↑  “Triggering Hair Growth at a Cellular Level” (英語). (2017年4月16日) 2017年4月21日閲覧。